# Digama aganais
Digama aganais là một loài bướm đêm thuộc họ Erebidae. Nó được tìm thấy ở Nam Phi.